# أوهانس
بلدية أوهانس (بالإسبانية: Ohanes), هي بلدية تقع في مقاطعة المرية. جنوب شرق إسبانيا. يبلغ عدد سكانها 759 نسمة.

## وصلات خارجية
- (بالإسبانية)